# Paraturbanella stradbroki
Paraturbanella stradbroki is een buikharige uit de familie Turbanellidae. Het dier komt uit het geslacht Paraturbanella. Paraturbanella stradbroki werd in 2002 voor het eerst wetenschappelijk beschreven door Hochberg. 